# Geno e il sigillo nero di madame Crikken
Geno e il sigillo nero di madame Crikken è un romanzo fantasy per ragazzi del 2006 della scrittrice italiana Moony Witcher, pseudonimo di Roberta Rizzo. È stato pubblicato nel 2006 dalla casa editrice Giunti Junior.

## Trama
L'infanzia di Geno Hastor Venti fu difficile a causa del rapimento misterioso dei Genitori Pier e Corinna. Visse normalmente fino al compimento dei suoi undici anni con lo zio Flebo Molecola a Campana di Sotto.
Geno era senza amici, dato che i suoi genitori, entrambi farmacisti, prima di essere rapiti, in paese avevano la reputazione di essere pazzi. Geno, per questo motivo, veniva preso in giro dai compagni di scuola. L'unico a provare affetto per lui era l'amico Nicosia.
Dopo l'arrivo a Campana di Sotto di Madame Crikken, una strana vecchietta circondata dal mistero, Geno cominciò a insospettirsi riguardo al suo passato. Lo zio e l'anziana signora gli rivelarono presto la verità sui genitori: erano stati rapiti dal sommo saggio dell'Arx Mentis, Yatto Von Zantar. L'arx mentis era un luogo in cui avevano accesso solo le menti più brillanti del pianeta, in cui le persone avevano modo di affinare capacità mentali tra cui la telecinesi, la telepatia e la telempia. I suoi genitori erano stati rapiti a causa di un nuovo farmaco che avevano inventato: il clonafort.
Il clonafort era in grado di potenziare le capacità mentali delle persone.
Temendo per l'incolumità umana, Yatto, alleato con Madame Crikken, decise di rapire i due farmacisti.
Lasciò Geno nelle mani dello zio, con la promessa di farlo entrare nell'arx mentis una volta compiuti undici anni.
Il ragazzino infatti aveva bevuto dal latte della madre il farmaco, quindi aveva affinate capacità mentali.
Geno, facendosi convincere da Madame Crikken, accettò di frequentare l'Arx, con la missione di ritrovare i suoi genitori senza farsi scoprire da Yatto. Lasciò così Campana di Sotto, entrando nel Sigillo Nero portato da Madame Crikken, l'unico modo per raggiungere l'Arx.
Arrivato nella nuova scuola, frequentata da adulti ("psiofi") e pochi ragazzini ("antei"), Geno iniziò a imparare le tecniche di Magipsia, messo a dura prova da Yatto e dai fantasmi di Mrs Butterfly O'Connor, una sapiens esperta alleata del sommo. 
I due perfidi sapiens intendevano infatti verificare la reale potenza di Geno, sottoponendolo a diverse prove. Se il ragazzo avesse mostrato una effettiva potenza, il saggio avrebbe plagiato la sua mente.
Nel frattempo Geno conobbe Renè, un ragazzo molto potente allevato da Yatto, che però, per qualche strano motivo, decise di ribellarsi al sommo e di tentare di aiutarlo. Geno divenne presto amico di Suomi, una ragazza finlandese cieca, e di Anoki, un indiano pellerossa detto Lupo Rosso. 
Dopo qualche tempo in cui Geno si era fatto notare per la sua stranezza, i due amici vennero a sapere la verità nascosta sul ragazzo. Madame Crikken decise così di imporre ai due giovani un incantesimo grazie a cui nessuno sarebbe riuscito a leggere i loro pensieri.
Durante l'esperimento qualcosa andò storto e Anoki rimase addormentato. Madame Crikken venne accusata ingiustamente e senza prove della scomparsa di Anoki, tenuto nascosto. Yatto con quel gesto volle infatti tentare di eliminare la fastidiosa sapiens. Dopo l'incidente di Anoki, Madame Crikken decise di fuggire, nel tentativo di farsi aiutare da Orso Quieto, nonno del pellerossa e potentissimo sciamano.
Geno dovette quindi vedersela da solo, aiutato solo dall'amica cieca e da un misterioso Girifalco d'oro appartenente a Yatto, Roi. Geno infine entrò nel sigillo nero con Suomi e il girifalco per affrontare l'intercanto, l'esame che li avrebbe fatti passare al livello successivo. Durante l'esame i due vennero condotti da qualche strana forza nella terra dei Sioux. Grazie all'aiuto di Madame Crikken e Orso Quieto, riuscirono a liberare l'amico Anoki dall'incantesimo. Lì Madame Crikken e il vecchio pellerossa comunicarono a Geno una sorprendente novità: René era suo fratello, rapito insieme ai genitori.

## Edizioni
- Moony Witcher, Geno e il sigillo nero di madame Crikken, Giunti, 2006.